# Wołki (obwód smoleński)
Wołki (ros. Волки) – wieś (ros. деревня, trb. dieriewnia) w zachodniej Rosji, w osiedlu wiejskim Ponizowskoje rejonu rudniańskiego w obwodzie smoleńskim.

## Geografia
Miejscowość położona jest 0,5 km od granicy z Białorusią, 3 km od drogi regionalnej 66A-4 (Dubrowo / 66K-30 – Uzgorki – granica z Białorusią / Kałyszki), 7 km od drogi regionalnej 66K-30 (Diemidow – Zaozierje), 16 km od centrum administracyjnego osiedla wiejskiego (sieło Ponizowje), 23,5 km od centrum administracyjnego rejonu (Rudnia), 79 km od Smoleńska.

## Historia
W czasie II wojny światowej od lipca 1941 roku wieś była okupowana przez hitlerowców. Wyzwolenie nastąpiło w październiku 1943 roku.
Uchwałą z dnia 20 grudnia 2018 roku w skład jednostki administracyjnej Ponizowskoje weszły wszystkie miejscowości zlikwidowanego osiedla wiejskiego Klarinowskoje (w tym Wołki).

## Demografia
W 2010 r. miejscowości nikt nie zamieszkiwał.